# Юра (приток Немана)
Ю́ра (лит. Jūra) — река в Литве, правый приток реки Неман. Длина реки составляет 177 км, площадь водосборного бассейна — 3990 км².

## Физико-географическая характеристика
Берёт начало на Жямайтской возвышенности.
Питание Юры смешанное, с преобладанием дождевого (48 %). Половодье с конца февраля до начала мая; межень прерывается паводками, наиболее значительными в декабре.. Среди притоков — Акмена.
Средний расход воды в 40 км от устья — 20,1 м³/с. Река Юра замерзает в ноябре — феврале, вскрывается в конце февраля — середине апреля.
На реке стоит литовский город Таураге. В бассейне реки есть региональный парк Паграмантис и 2 заповедника (ихтиологический и ландшафтный).

## История и название
Река под именами Jurа, Jure и Jüwen упоминается в Die Littauischen Wegeberichte — отчёте крестоносцев о маршрутах по Литве (конец XIV — начало XV века)
Название реки (лит. jūra) по-литовски означает «море». Считается, что первоначальным значением этого слова была не «часть океана», а «большое озеро» — ср. санскр. वार् (vār), тох. wär, арм. ջւր (ǰur) — «вода».
Ранее сплавлялся лес.